# Ädelfors mineral- och gruvmuseum

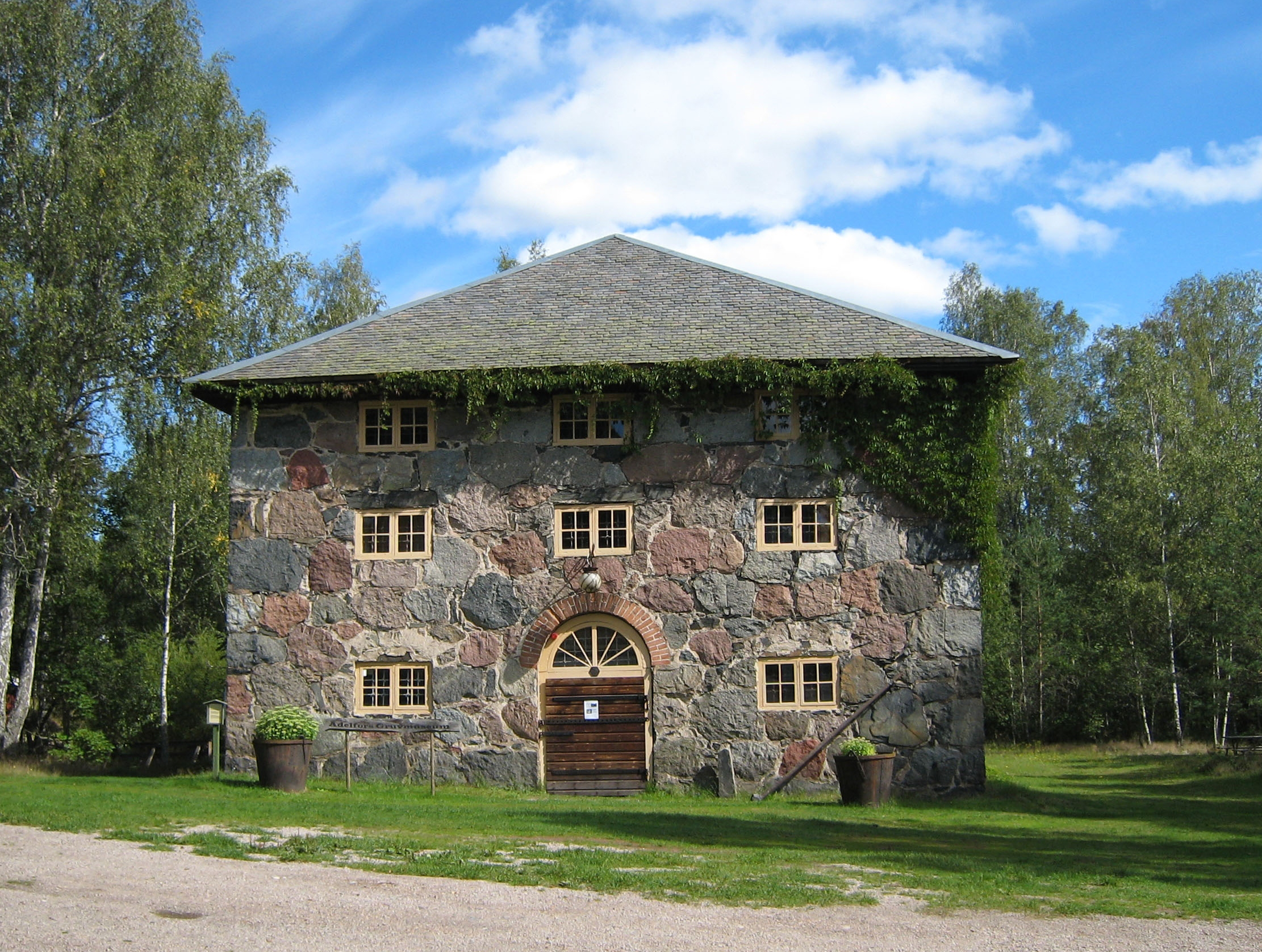
Stenmagasinet som inrymmer Ädelfors mineral- och gruvmuseum.

Ädelfors mineral- och gruvmuseum är ett museum i Ädelfors i Vetlanda kommun, som är inrymt i Stenmagasinet. Från länsväg 127 finns skyltning till museet.
Museet ställer dels ut utrustning från gruvbrytning, och har dels en mineralsamling som bygger på den Bielkeska samlingen från senare delen av 1700-talet. Samlingen kommer från Nils Adam Bielke, donerades till Ädelfors guldverk 1789, fanns därefter i Falun från 1801 till 2001, då den återfördes till Ädelfors.